# Бадыров, Капан Уралович
Капа́н Ура́лович Бады́ров (21 сентября 1904, Кустанайский уезд, Тургайская область — 14 июня 2000, Алма-Ата) — советский, казахский актёр театра и кино. Народный артист Казахской ССР (1942).

## Биография
Родился в 1904 году в ауле Табын Кустанайского уезда Тургайской области (ныне — Карабалыкский район, Костанайская область). Из рода Табын Младшего жуза.
С 1922 года учился в Оренбурге в Казахском институте народного образования.
Один из первых казахских профессиональных актёров. С 1925 года работал как актёр и режиссёр в КазАТД имени М. О. Ауэзова (Алма-Ата).Создал около 200 сценических образов, в том числе Науан Хазрет, Аленин, Сапа, Жанас, Намыс-ұлы, Яровой, Мамлюк, Абиз, султан Чингис, Муравьев, Рокотов, Отелло, Абай. За роль Абая К. У. Бадырову в 1952 году было присвоено звание лауреата Сталинской премии.
Играл в 20 фильмах, среди которых «Амангельды», «Смелые люди» и «Джамбул». В фильме «Батыры степей» исполнил главную роль — красноармейца-казаха Курегена.
Скончался 14 июня 2000 года, похоронен на Центральном кладбище Алматы.

## Семья
- Жена: Анна Герасимовна
  - Дети: Олег, Алина, Владлен
    - Внуки: Бадыров Павел Олегович, Бадыров Тимур Олегович
      - Правнук: Бадыров Сергей Павлович

## Награды и премии
- Орден Дружбы народов (25 сентября 1974)
- Орден Трудового Красного Знамени (3 января 1959) — за выдающиеся заслуги в развитии казахского искусства и литературы и в связи с декадой казахского искусства и литературы в гор. Москве
- Сталинская премия третьей степени (1952) — за исполнение главной роли в спектакле «Абай» М. О. Ауэзова, поставленном на сцене КазГАТД имени М. О. Ауэзова
- Орден Трудового Красного Знамени (25 марта 1946)
- Народный артист Казахской ССР (1942)

## Фильмография
- 1938 — Амангельды — Каратай
- 1942 — Боевой киносборник № 12 — боец Айманов
- 1942 — Батыры степей — Куреген
- 1945 — Песни Абая — Айдар
- 1948 — Золотой рог — Ибрай Жунусов
- 1950 — Смелые люди — Хаким
- 1952 — Джамбул — Боранбаев
- 1954 — Дочь степей — Бектас
- 1956 — Берёзы в степи
- 1958 — Шквал — Алибек, капитан сейнера «Тонкорус»
- 1959 — Дорога жизни
- 1959 — Однажды ночью — Абиль Жаканов
- 1964 — Безбородый обманщик
- 1966 — Там, где цветут эдельвейсы — Жүнусов, полковник погранслужбы